# نینا آمنتا
آناماریا بئاتریس (به انگلیسی: Nina Amenta) " نینا " آمنتا دانشمند رایانه آمریکایی است که به عنوان استاد علوم رایانه شرکت تیم بوچر فامیلی و رئیس گروه علوم رایانه در دانشگاه کالیفرنیا، دیویس کار می‌کند. او در هندسه محاسباتی و گرافیک کامپیوتری تخصص دارد و به ویژه برای تحقیقاتش در بازسازی سطوح از نقاط داده پراکنده شناخته شده‌است.
آمنتا در پیتسبورگ بزرگ شد و در رشته تمدن کلاسیک در دانشگاه ییل تحصیل کرد، در سال ۱۹۷۹ فارغ‌التحصیل شد. پس از بیش از ده سال کار به عنوان برنامه‌نویس رایانه، تحصیلاتش را ادامه داد، تا دکترای خود در سال ۱۹۹۴ از دانشگاه کالیفرنیا، برکلی با پایان‌نامه‌ای در مورد روابط بین قضیه هلی و برنامه‌ریزی خطی تعمیم یافته، به سرپرستی رایموند سیدل را گرفت. پس از تحصیل در مقطع فوق دکترا در مرکز هندسه و زیراکس PARC، به عضویت هیئت علمی دانشگاه تگزاس در آستین درآمد و در سال ۲۰۰۲ به دیویس نقل مکان کرد. او در سال ۲۰۱۳ استاد بوچر و رئیس بخش شد.
آمنتا با اوتفرید چئونگ رئیس مشترک سمپوزیوم هندسه محاسباتی در سال ۲۰۰۶ بود.